# Lucius Fox
Lucius Fox là một nhân vật hư cấu xuất hiện trong bộ truyện tranh Batman của DC Comics. Nhân vật này được tạo ra bởi Len Wein và John Calnan, góp mặt lần đầu trong tập truyện Batman #307 (1/1979).

## Tiểu sử
Lucius là CEO của tập đoàn công nghiệp khổng lồ Wayne Enterprises của dòng họ Wayne (Batman tên thật là Bruce Wayne) và là một đồng minh đáng tin cậy của anh. Do đó, Batman hoàn toàn tin tưởng giao phó Wayne Enterprises cho Lucius, ông được coi là người có "bàn tay Midas", giúp vực dậy Wayne Enterprises đang trên đà rơi xuống vực thắm, đảm bảo được sự cân bằng tài chính cho Batman. Ông cũng giúp Batman rất nhiều trong việc chế tạo và cung cấp các thiết bị và vũ khí.

## Ngoài truyện tranh
Lucius Fox xuất hiện trong nhiều phim hoạt hình, phim điện ảnh, và game liên quan đến Batman. Đáng chú ý nhất là trong loạt phim The Dark Knight của đạo diễn Christopher Nolan do nam diễn viên Morgan Freeman thủ vai.